# Verein der Düsseldorfer Künstler
Verein der Düsseldorfer Künstler, Abkürzung VdDK, gegründet 1844 als Verein Düsseldorfer Künstler zu gegenseitiger Unterstützung und Hülfe, gehört neben dem Verein Berliner Künstler, der Dresdner Kunstgenossenschaft, dem ehemaligen Hamburger Künstlerverein von 1832 und dem Münchner Künstlerunterstützungsverein zu den ältesten Künstlerorganisationen Deutschlands. Seit über 170 Jahren engagiert sich der VdDK für die Düsseldorfer Künstler und die Stadt Düsseldorf. Der Vereinssitz befindet sich im Künstler-Atelierhaus Sittarder Straße, dem ältesten noch bestehenden Atelierhaus der Stadt.

## Geschichte
Der im Jahre 1844 von Mitgliedern der Düsseldorfer Malerschule gegründete „Verein der Düsseldorfer Künstler zur gegenseitiger Unterstützung und Hülfe“ war ein überregionaler Darlehens- und Versicherungsverein für Künstler in Düsseldorf. Der Verein richtete Hilfskassen für notleidende Künstler und deren Hinterbliebene ein, was oft zu den wichtigsten Einnahmequelle der Betroffenen wurde, und dies lange bevor es eine gesetzliche Rentenversicherung gab. So entstand ein von Künstlern organisierter Vorläufer der heutigen Künstlersozialkasse.
Zu den frühen Gründungsmitgliedern des Vereins gehörten Wilhelm von Schadow, Wilhelm Camphausen, Alfred Rethel, Oswald Achenbach, Adolph von Menzel, Hermann Becker, Johann Wilhelm Preyer, Siegmund Lachenwitz, August Weber sowie über 150 weitere Künstler. Die Vereinsmitglieder übernahmen in den ersten Vereinsjahren die Bewachung der jährlichen Ausstellung des Kunstvereins für die Rheinlande und Westfalen, denn eine weitere Zielsetzung des VdDK war, die Berufsinteressen der Künstler durch die Errichtung einer permanenten Ausstellung zu fördern und so deren Einnahmequellen zu sichern.
Dem Zusammenschluss wurden vom preußischen König Friedrich Wilhelm IV. am 21. Juni 1851 in Sanssouci die „Korporationsrechte“ durch königliche Kabinettsordre überreicht und 1886 wurde der VdDK als „Milde Stiftung“ anerkannt. In den Statuten von 1909 hieß es: „Der Verein hat den Zweck, die Sicherung und Hebung der geistigen und rechtlichen Interessen seiner Mitglieder zu wahren, sowie im Ausstellungswesen seine Rechte zu vertreten und zu erhalten.“

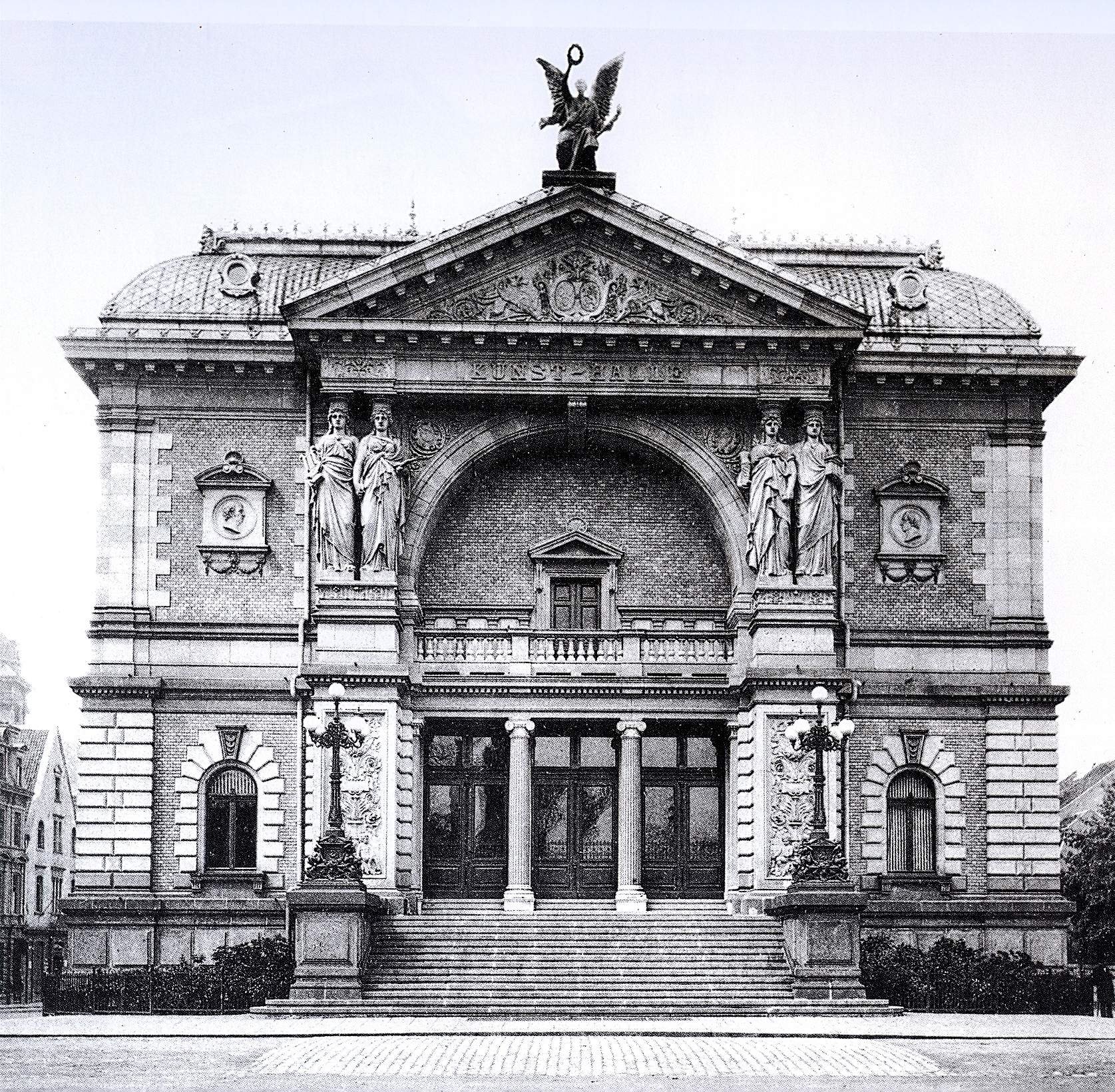
Kunsthalle, erbaut 1878 bis 1881 von Ernst Giese und Paul Weidner (1843–1899)

Mit Hilfe von Zuschüssen durch den deutschen Kaiser Wilhelm I. gelang es dem VdDK die Stadt Düsseldorf zum Bau einer Kunsthalle zu bewegen. Im Jahre 1881, 37 Jahre nach der Gründung des Vereins, wurde die Kunsthalle am Grabbeplatz ihrer Bestimmung übergeben. Die Kunsthalle veranstaltete in den folgenden 25 Jahren 250 Ausstellungen mit Teilnehmern aus allen Teilen des Deutschen Reiches und des europäischen Auslands. Die meisten bildenden Künstler in Düsseldorf hatten sich dem Verein angeschlossen. Karl Bone schrieb in Düsseldorf und seine Umgebung zu „Künstler: (Maler, Bildhauer, Kupferstecher u.s.w., welche in „Verein der Düsseldorfer Künstler für gegenseitige Unterstützung und Hülfe“ und der allgemeinen deutschen Kunstgenossenschaft angehören.) Das Adressbuch für Düsseldorf führt 1890 mehr als 300 Maler, 8 Kupferstecher, 2 Xylographen und 24 Bildhauern an. Eine Anzahl der bekannten Namen folgen […]“

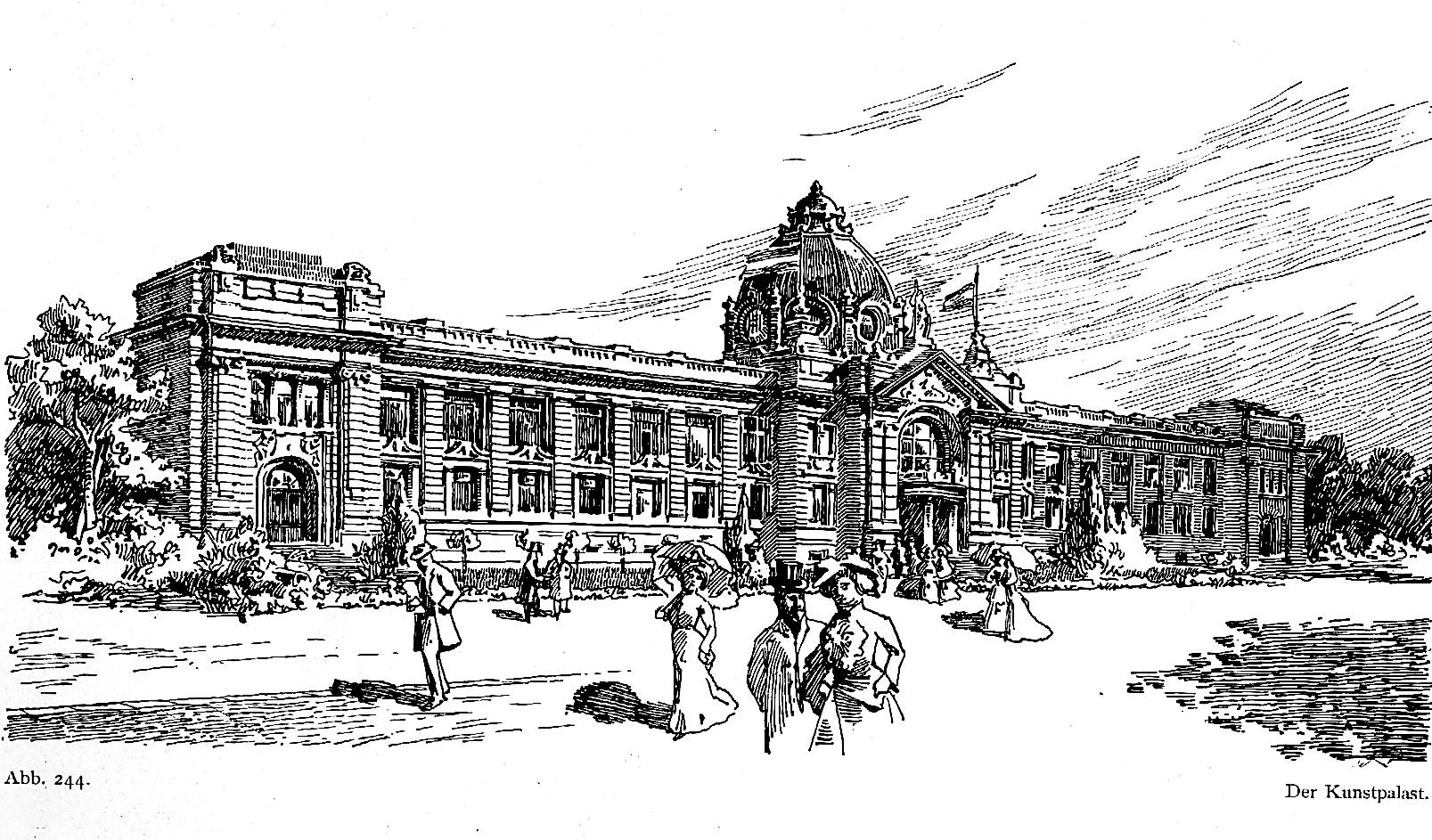
Kunstpalast 1902

Im Jahr 1900 gründeten die Mitglieder des „Vereins der Düsseldorfer Künstler zur gegenseitigen Unterstützung und Hilfe“ zusätzlich den Verein zur Veranstaltung von Kunstausstellungen (VzVvK), welcher im Malkasten-Haus residierte. Dieser errichtete mit eigenen Mitteln und durch die Ausgabe von Anteilscheinen, am Rheinufer südlich der Golzheimer Insel, den Ausstellungspalast. Dieser war im Jahre 1902 zur Industrie- und Gewerbeausstellung Düsseldorf nach Plänen von Albrecht Bender und Eugen Rückgauer eröffnet worden. Im Jahre 1905 erhielten alle Anteilszeichner aus den Gewinnen der bis dahin durchgeführten Ausstellungen ihre Gelder zurück. Durch Beschlüsse des Stadtrats der Stadt Düsseldorf von 1899 und 1917 wurde dem VzVvK das Vorrecht eingeräumt, jederzeit Kunstausstellungen in diesem Gebäude zu veranstalten. Andere Nutzer hätten vor diesem Vorrecht zurückzustehen.
Auch kümmerte sich der VdDK um seine altersschwachen Künstler. Beispielsweise wurde im Haus von Eduard Gebhardt auf der Rosenstraße Nr. 41, nach seinem Tod im Jahr 1925, ein Altersheim, das Eduard von Gebhardt-Heim, eingerichtet.

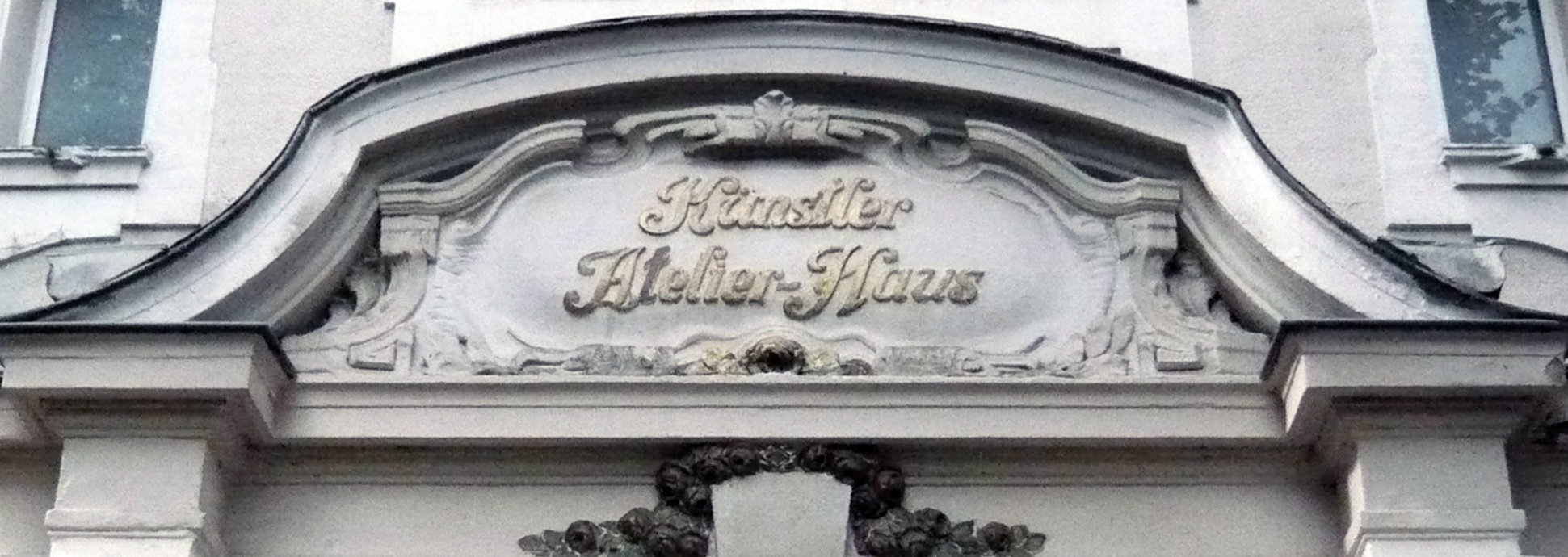
Schriftzug „Künstler Atelier-Haus“ über dem Haupteingang des Künstler- und Atelierhauses Sittarder Straße 5

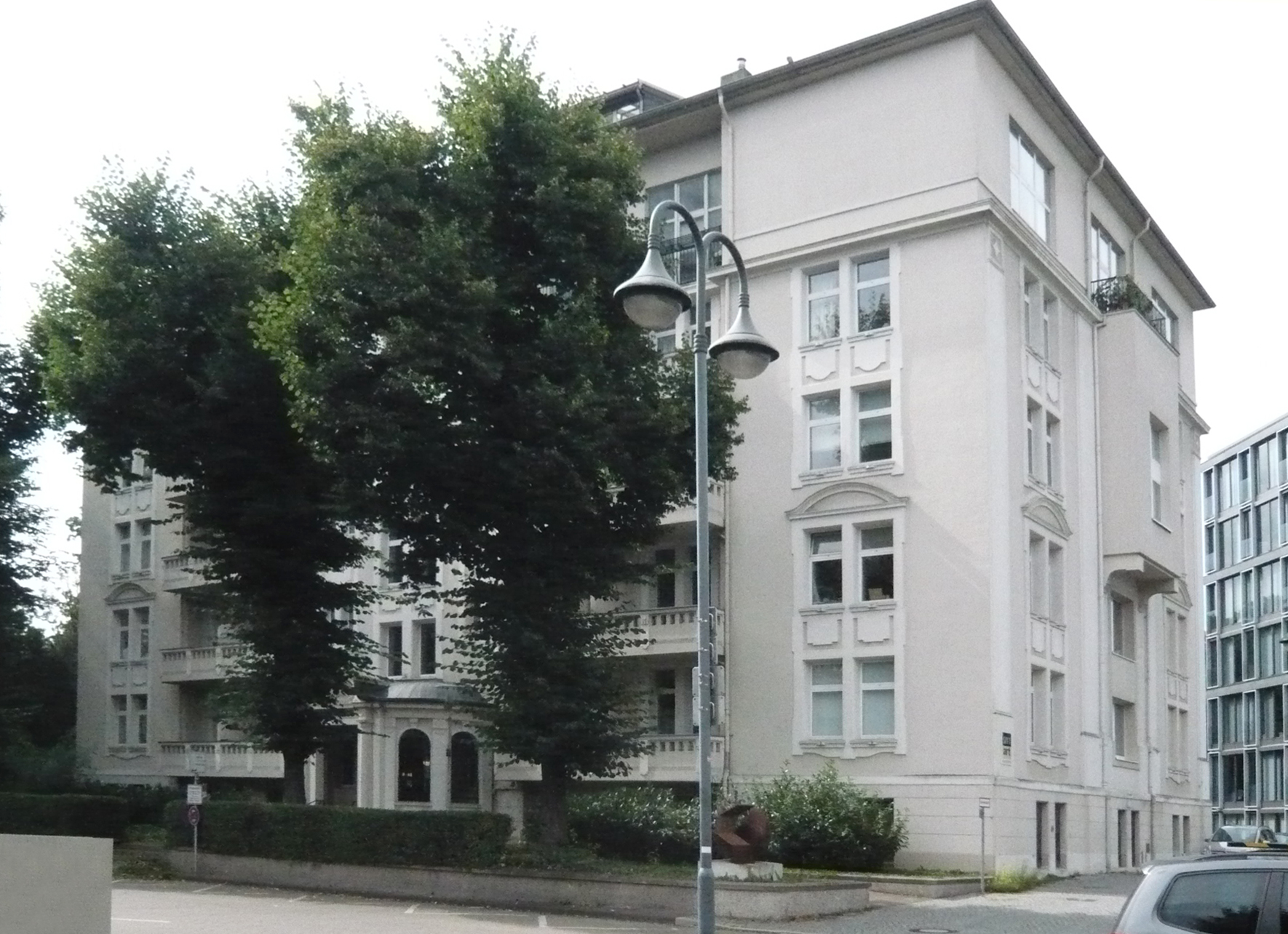
Südfassade des Künstler- und Atelierhauses

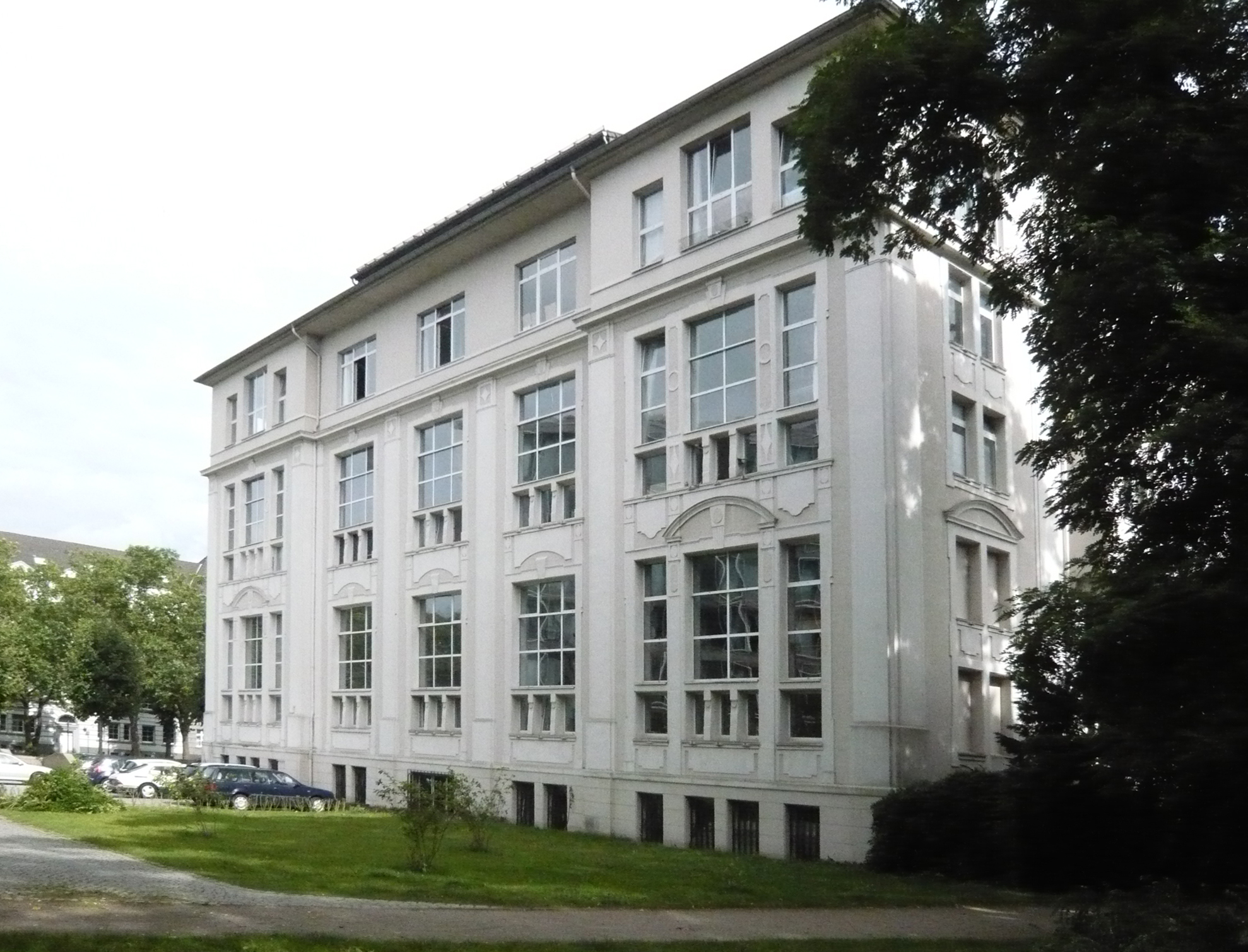
Sicht auf die Rückseite des Künstler- und Atelierhauses, Blick vom südlichen Teil des ehemaligen Golzheimer Friedhofs

Zur Förderung der Arbeitsbedingungen der Düsseldorfer Künstler wurde mit einer Stiftung des „Vereins der Düsseldorfer Künstler zur gegenseitigen Unterstützung und Hilfe“ in Höhe von 180.000 Goldmark in den Jahren 1907/1908 das Künstler- und Atelierhaus Sittarder Straße 5 von dem Architekten Josef Kleesattel erbaut. Es liegt zwischen dem südlichen Teil des Golzheimer Friedhofs und der Fischerstraße in Pempelfort. Der Friedhof, an den das Künstlerhaus unmittelbar angrenzt, wurde in den Jahren 1897/1898 geschlossen und ist heute eine öffentliche Grünanlage unter Denkmalschutz. In dem „Künstler Atelier-Haus“, so steht es oberhalb des Portals geschrieben, stehen seitdem eine Anzahl von Ateliers und Werkstätten für professionelle Künstler gegen eine geringe Miete zur Verfügung. 

„Gegenstand der Gesellschaft ist die Förderung der Düsseldorfer bildenden Künstlerschaft, wobei bewährte alternde Künstler zu berücksichtigen sind, durch Vergabe von Ateliers zu Mietpreisen, die unter dem ortsüblichen Mietniveau liegen. Hierdurch wird in gemeinnütziger Weise über die Person des Künstlers dem deutschen Kunstschaffen unmittelbar gedient.“

 Das älteste Atelierhaus Düsseldorfs gehört der „Düsseldorfer Künstleratelier GmbH“ mit über 50 % Beteiligung des „Verein Düsseldorfer Künstler zur gegenseitigen Unterstützung und Hilfe“, einzelner Gesellschafter und anteiliger Beteiligung der Stadt Düsseldorf. Seit Anbeginn hat der VdDK als Anteilseigner seinen Sitz im Atelierhaus und bietet dort in der SITTart Galerie die Möglichkeit zu Ausstellungen und Veranstaltungen. Vor dem Atelierhaus rechts steht die Plastik „Zwei mal vier“ von Hagen Hilderhof.
Nach dem Zweiten Weltkrieg wurde die Vereinstätigkeit des VdDK im Jahre 1947, durch engagierte Arbeit der Maler Bernhard Gauer und Lorenz Bösken, des Architekten Carl Krieger (1870/1880–1957) und des Geschäftsführers Udo Stobbe, wiederbelebt und die alten Zielsetzungen wieder vorangetrieben. Von 1948 bis 1970 veranstaltete der VdDK anfangs in der Kunsthalle Düsseldorf seine „Weihnachtsausstellung“, später die erfolgreiche „Winterausstellung der Bildenden Künstler von Rheinland und Westfalen“ im Kunstpalast Ehrenhof. In den 1970er und 1980er Jahren wurden die Aktivitäten des VdDK und des VzVvK unter dem Vorsitz des Malers Hans Günther Cremers zusammengeführt und gemeinsam organisiert. In den über 170 Jahren hatten namhafte Vertreter der Kunst den Posten des Vorsitzenden inne, wie beispielsweise Friedrich Heunert, Johann Peter Hasenclever, Ernst Bosch, Emil Gottlieb Schuback, Carl Wilhelm Hübner, Kurt Sandweg und Edmund Anton Kohlschein, um einige zu nennen.
Der Künstlerverein, welcher sich verstärkt für kulturpolitischen Aufgaben und Themen in Düsseldorf engagiert, unterhält in der Cité Internationale des Arts Paris drei von 325 Ateliers, das „Atelier Max Ernst“, das „Atelier Max Beckmann“ und das „Atelier von Schadow“, und vergibt jährlich für einen zweimonatigen Arbeitsaufenthalt das van-Rinsum Stipendium an Absolventen der Kunstakademie Düsseldorf.
Eine ordentliche Mitgliedschaft steht allen professionell arbeitenden Künstlerinnen und Künstlern offen, die in Düsseldorf arbeiten oder einen besonderen Bezug zu Düsseldorf haben. Voraussetzung für die Aufnahme im Verein der Düsseldorfer Künstler ist, dass man gleichzeitig die Mitgliedschaft im Verein zur Veranstaltung von Kunstausstellungen e. V. beantragt. In dieser engen Verbindung wird in jedem Jahr „Die GROSSE“ im Museum Kunstpalast veranstaltet, auf welcher seit 1975 der Kunstpreis der Künstler verliehen wird.
Auf Initiative von Brigitte Dümling, die 2010 zur überhaupt ersten weiblichen Vorsitzenden gewählt wurde, kam es ab 2012 zu einem intensiven Kunstdialog mit Polen. Michael Kortländer, seit 2008 Vorsitzender des Vereins zur Veranstaltung von Kunstausstellungen e. V., ist seit 2014 Vorsitzender des Vereins der Düsseldorfer Künstler zur gegenseitigen Unterstützung und Hilfe (VdKD) von 1844 und im Vorstand des Künstlervereins Malkasten.

## Ehemalige und aktuelle Künstler im Atelier-Haus (Auswahl)
- Otto Ackermann
- Carl Josef Barth
- Albert Baur der Jüngere
- August Blankenstein
- Herta Boehm
- Arno Breker

Hommage à Fantin-Latour von Günter Senge, Gruppenbild des Vorstands Verein der Düsseldorfer Künstler, 1979 – obere Reihe von links: Georg Grulich (Maler), Trude Esser (Bildhauerin, Schwester von Hannes Esser), Erwin Eichbaum (Maler), Günter Senge (Maler) – untere Reihe: Clemens Pasch (Bildhauer), Hagen Hilderhof (Bildhauer), Kurt Sandweg (Bildhauer), Hans Günther Cremers (Maler), Bert Gerresheim (Bildhauer)

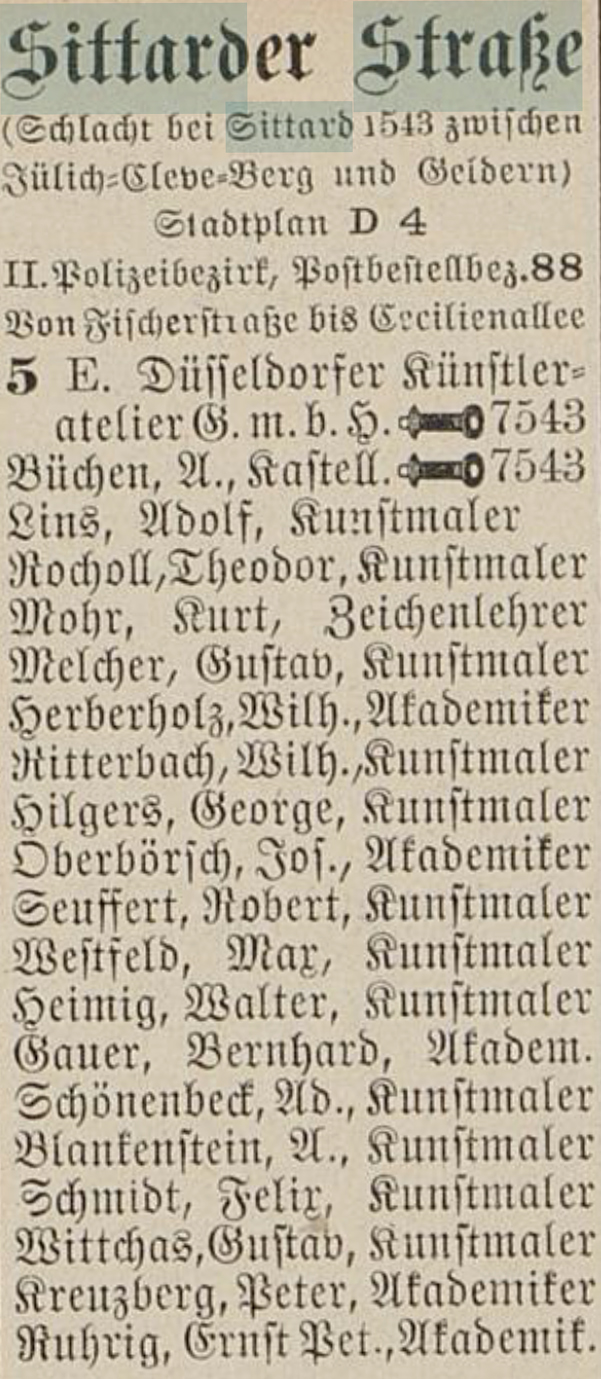
Anwohner Sittarder Straße Nr. 5 (Adressbuch 1910)

- Dorothée Bouchard, geb. Dörte Harten (* 30. März 1937 in Hamburg; † 24. Dezember 2022 in Düsseldorf), Malerin und Grafikerin[13][14]
- Hede Bühl
- Juan Collantes (* 1974), Maler und Grafiker[15]
- Friedrich Coubillier
- Alexander Danov (* 1941)[16]
- Willy Hugo Demmler
- Albert Diemke (1880–1957)
- Erwin Eichbaum
- Trude Esser
- Karl Faust
- Hermann Focke
- Hanna Fonk, Malerin[17]
- Bernhard Gärtner
- Hugo Hagenkötter (1882–1967), Maler
- Wolfgang Hambrecht
- Rudolf Heekers, Maler und Keramiker
- Leo Heidkamp (1883–?), Maler
- Walter Heimig
- Albert Henrich
- Wilhelm Herberholz
- Heinrich Hermanns
- Hagen Hilderhof
- Georg Hilgers
- Hermann Hundt
- Michael Irmer
- Karl Julius Joest
- Herta Junghanns-Grulich (1912–1990)
- Franz Kiederich
- Konrad Klapheck
- Hannelore Köhler
- Hans Kohlschein
- Fritz Köhler
- Leo Lauffs
- Carl Lauterbach
- Károly Lengyel (1942–2016), Maler[18]
- Adolf und Gertrud Lins
- Gustav Melcher
- Ernst Mollenhauer
- Hugo Mühlig
- Hermann Nolte
- Clemens Pasch
- Vania Petkova[19]
- Viktor Pucinski
- Wilhelm Ritterbach
- Theodor Rocholl
- Ernst Peter Ruhrig (* 1877)
- Robert Seuffert
- Wilhelm Scheuten (1862–1940)
- Felix Schmidt
- Adolf Schönnenbeck
- Richard Schreiber
- Paul Schwietzke
- Norbert Tadeusz
- Carl Weisgerber
- Max Westfeld
- Theodor Winter (1872–1949)
- Gustav Wittschas
- Herbert Zangs
- Ulrike Zilly, Malerin und Bildhauerin
- Yitzhak Golombek (* 1956), Bildhauer und Professor der Abteilung für zeitgenössische Kunst an der University of Haifa, 2014 im Gastatelier[20]
- Yoshio Yoshida